# Paris-Roubaix 1985
La 83e édition de la course cycliste Paris-Roubaix a eu lieu le 14 avril 1985 et a été remportée par le Français Marc Madiot en solitaire. L'épreuve comptait 268 kilomètres.

## Classement final
|    | Cycliste            | Équipe        | Temps           |
| -- | ------------------- | ------------- | --------------- |
| 1  | Marc Madiot         | Renault-Elf   | 7 h 21 min 10 s |
| 2  | Bruno Wojtinek      | Renault-Elf   | + 1 min 51 s    |
| 3  | Sean Kelly          | Skil          | + 2 min 09 s    |
| 4  | Greg LeMond         | La Vie claire | + 2 min 09 s    |
| 5  | Rudy Dhaenens       | Hitachi       | + 2 min 09 s    |
| 6  | Eddy Planckaert     | Panasonic     | + 2 min 09 s    |
| 7  | Jozef Lieckens      | Lotto         | + 2 min 09 s    |
| 8  | Hennie Kuiper       | Verandalux    | + 3 min 30 s    |
| 9  | Adrie van der Poel  | Kwantum       | + 3 min 30 s    |
| 10 | Ferdi Van Den Haute | La Redoute    | + 5 min 04 s    |